# Frontera Hidalgo
Frontera Hidalgo là một đô thị thuộc bang Chiapas, México. Năm 2005, dân số của đô thị này là 10902 người.